# Суперкубок Бахрейну з футболу 2017
Суперкубок Бахрейну з футболу 2017  — 8-й розіграш турніру. Матч відбувся 25 серпня 2017 року між чемпіоном Бахрейну клубом Малкія та володарем кубка Короля Бахрейну клубом Манама Клаб.
| Володар Суперкубка Бахрейну 2017 |
| -------------------------------- |
|                                  |
| Манама Клаб Перший титул         |

## Матч

### Деталі
| 25 серпня 2017 19:00 (EEST) |

| Малкія     | 1:1      | Манама Клаб |
| ---------- | -------- | ----------- |
| Хамвіа 89' |          | Аднан 75'   |
|            | Пенальті |             |
|            | 2:4      |             |

| Халіфа Спортс Сіті Стедіум, Мадінат-Іса |